# Bactrocera bivittata
Bactrocera bivittata
 es una especie de díptero que Lin y Wang describieron por primera vez en 2005. Bactrocera bivittata pertenece al género Bactrocera de la familia Tephritidae.